# Hiperdifusionismo
O hiperdifusionismo é uma hipótese pseudoarqueológica que sugere que certas tecnologias ou ideias históricas foram desenvolvidas por um único povo ou civilização antes de serem adotadas por outras culturas . Assim, todas as grandes civilizações que se envolveram em práticas culturais semelhantes, como a construção de pirâmides, derivaram-nas de um único progenitor comum. De acordo com os defensores da hiperdifusão, exemplos de hiperdifusão podem ser encontrados em práticas religiosas, tecnologias culturais, monumentos megalíticos e civilizações antigas perdidas.
A ideia de hiperdifusionismo difere do difusionismo de várias maneiras, uma delas é o fato de que o hiperdifusionismo geralmente não é testável devido à sua natureza pseudocientífica.:255-56Além disso, ao contrário da difusão transcultural, o hiperdifusionismo não usa redes comerciais e culturais para explicar a expansão de uma sociedade dentro de uma única cultura; em vez disso, os hiperdifusionistas afirmam que todas as principais inovações culturais e sociedades derivam de uma civilização antiga (geralmente perdida).:224-32 Portanto, os artefatos de Tucson derivariam da Roma antiga, levados pelos "romanos que cruzaram o Atlântico e depois por terra até o Arizona"; acreditando-se nisso porque os artefatos se assemelhavam a artefatos romanos antigos conhecidos.:246 Uma hipótese hiperdifusionista comum é que as semelhanças entre civilizações díspares foram herdadas da civilização de um continente perdido, Atlântida ou Lemúria, que desde então afundou no mar. Às vezes, o Egito é considerado uma civilização intermediária que herdou sua cultura do continente perdido e, por sua vez, a transmitiu a outras civilizações.

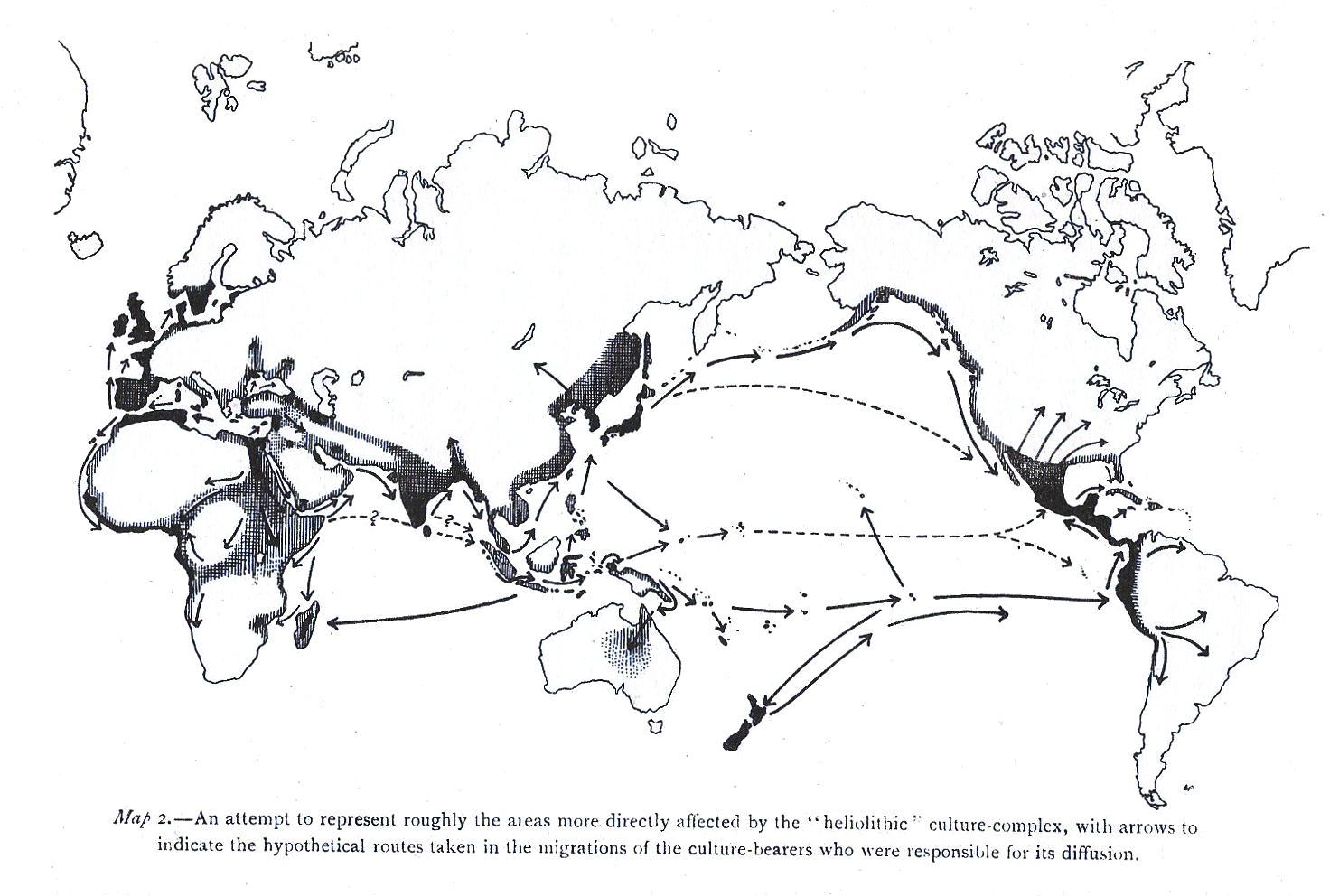
Grafton Elliot Smith: mapa do hiperdifusionismo do Egito, 1929

Arqueólogos consideram a hipótese do hiperdifusionismo como pseudoarqueologia.

## Alguns dos principais proponentes

### Grafton Elliot Smith
A cultura heliolítica, como Grafton Elliot Smith se referiu a ela, consistiria em práticas culturais como os megálitos. Projetos semelhantes e métodos de construção de tais peças pareceram ter uma distribuição geográfica linear. Essas culturas heliolíticas podem se referir a costumes religiosos que compartilham práticas distintas, como a adoração de uma deidade solar. Como esse elemento é visto em várias cosmovisões, Smith acreditou que foi difundido de uma civilização antiga.:132
De acordo com G. Elliot Smith, o Egito foi a fonte da civilização para a Ásia, Índia, China e Pacífico e, eventualmente, foi a fonte da civilização para a América.:45

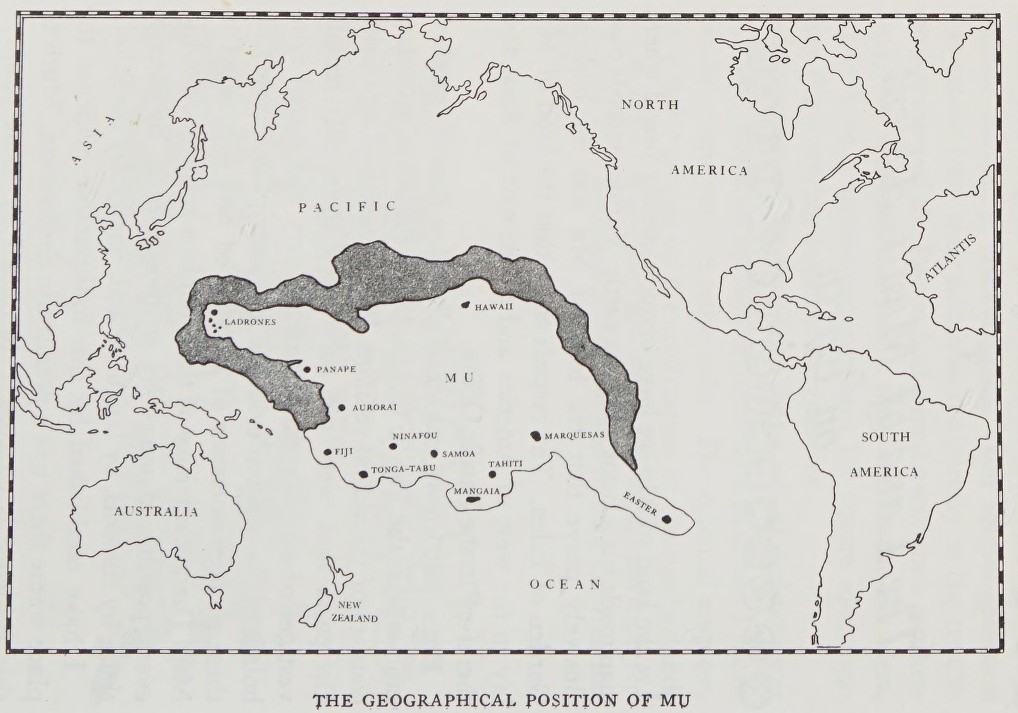
Um mapa do livro, "O Continente Perdido de Mu", 1926. Por James Churchward

Smith viu a mumificação como um excelente exemplo de como os costumes religiosos provam a difusão de uma única cultura antiga.:21 Ele acreditava que apenas uma civilização avançada, como o Egito, poderia criar uma crença tão peculiar, e que então se espalhou através de antigos marinheiros.:133-34
A Distribuição do Homem Primitivo refere-se à crença de Smith de que o Homem Moderno é derivado de "seis tipos bem definidos de humanidade", que compreendem as fontes da população da Terra. Os seis tipos de humanidade seriam os aborígenes australianos, negros, mongóis e as raças mediterrânea, alpina e nórdica.:15

### Carl Whiting Bispo
Carl Whiting Bishop nas décadas de 1930 e 1940 produziu uma série de artigos argumentando o hiperdifusionismo ao explicar a expansão da tecnologia na China. Entre os estudiosos influenciados por Bishop estavam Owen Lattimore, que ficou intrigado com a ênfase de Bishop na geografia como um fator de formação da civilização chinesa e sua ênfase no trabalho de campo em vez da pesquisas na literatura.

### Charles Hapgood
No livro Maps of the Ancient Sea Kings, de Charles Hapgood, ele conclui que antigas formações de terra resultaram no hiperdifusionismo e à difusão "de uma cultura verdadeira". Essa cultura poderia ter sido mais avançada do que a do Egito ou da Grécia porque era a base de uma cultura mundial. Hapgood também sugere que o Sistema de Três Idades é irrelevante devido a culturas primitivas coexistirem com as sociedades modernas.:193-94
De acordo com Hapgood, as pirâmides na América do Sul e no México podem ser indicativas de práticas culturais que os construtores delas compartilharam com a antiga civilização egípcia.:200 Ele teorizou que os antigos maias foram fortemente influenciados pela difusão das antigas culturas sociais e políticas egípcias, e que eles se tornaram uma cultura civilizada devido à migração de cidadãos da Atlântida depois que a ilha afundou. Por exemplo, ele disse "Como os maias alcançaram resultados tão precisos... o conhecimento pode ter, é claro, sido obtido pelos babilônios ou pelos egípcios".:198 Também foi levantado que os artefatos maias se assemelham aos de uma cultura clássica, possivelmente a Grécia.:147
Hapgood levantou a hipótese da existência da "expressão" do antigo egito nos escritos do hinduísmo e do budismo . Ele observou que nesses escritos aparecem divindades semelhantes às adoradas em todo o mundo. Além disso, afirmou terem uma origem comum no Egito mitos e histórias da criação.:204-5

### Barry Fell
Mystery Hill, ou Stonehenge da América, é o local ao qual Barry Fell se referiu como a base primária de sua hipótese de que os antigos celtas povoaram a Nova Inglaterra. Mystery Hill, acreditava Fell, era um local de culto para os celtas e marinheiros fenícios.:91 Diz-se que esses antigos marinheiros, mais comumente conhecidos como druidas, povoaram a Europa ao mesmo tempo. Ele levantou a hipótese de que eles eram os antigos colonos da América do Norte. Além disso, ele acreditava que o que ele descreveu como inscrições em artefatos de pedra e tabuleta deste site estão em uma linguagem antiga derivada de fontes comuns das línguas gaélicas.:92
Esses autores descrevem o hiperdifusionismo como a força motriz por trás das aparentes semelhanças culturais e distribuição populacional entre todas as civilizações. A hipótese de Hapgood afirma que uma civilização específica é responsável por práticas culturais semelhantes em todas as outras civilizações. Smith diz que as religiões são prova de hiperdifusão, pois cerimônias e símbolos de adoração semelhantes são recorrentes em sociedades geograficamente separadas. Além disso, Smith acredita que a população da Terra é composta por seis tipos de humanos, que se espalharam pelos continentes da Terra em virtude de sua cor de pele.:47-48 Finalmente, Fell afirma que antigos marinheiros, como druidas e fenícios, viajaram da Europa e constituíram a população inicial da América antiga.

## Críticas

### Alexandre Goldenweiser
Alexander Goldenweiser em Culture: The Diffusion Controversy afirmou que há razões para acreditar que a cultura pode surgir independentemente. Além disso, Goldenweiser insiste semelhanças culturais podem surgir simplesmente por serem reflexos de características adaptativas que todos os seres humanos desenvolveram. Goldenweiser discorda da teoria do hiperdifusionismo, afirmando que "a cultura não é contagiosa":104e que os dados falham em apoiar a teoria.:100-106

### Stephen Williams
Stephen Williams usa a frase "Arqueologia Fantástica" para descrever as teorias e descobertas arqueológicas que ele define como "interpretações arqueológicas fantasiosas".:12 Essas interpretações geralmente carecem de artefatos, dados e teorias testáveis para apoiar as afirmações feitas.
Em seu capítulo "Across The Sea They Came", Williams apresenta alguns hiperdifusionistas, suas descobertas e como eles "testaram" artefatos, começando com Harold S. Gladwin, que fez suas descobertas "fantásticas" em um sítio do Arizona Pueblo, Gila Pueblo Archaeological Fundation. Gladwin favoreceu as teorias de difusão que mais tarde influenciaram suas metodologias para datar os artefatos no local. Essa crença o levou a ignorar os dados encontrados no sítio de Folsom em sua cronologia, pois tornava impossível sua teoria do "homem descendente da Ásia para o Novo Mundo". :230 A seção continua com Cyclone Covey e Thomas W. Bent, especificamente suas publicações sobre os artefatos de Tucson e sua teoria de que os antigos romanos viajaram para o Arizona. Williams zomba dessa teoria em seu livro Fantastic Archaeology e critica os autores por não explicarem exatamente como e por que esses artefatos foram encontrados no Arizona, concentrando sua atenção apenas nos próprios artefatos e em suas semelhanças com os artefatos romanos.:240 Concluindo, Williams aponta no capítulo como os hiperdifusionistas falham em reconhecer métodos sólidos de pesquisa arqueológica ou ignoram dados conflitantes e evidências contextuais. Eles estão "adaptando suas descobertas com qualquer cronologia semelhante ou análise linguística aprofundada que se encaixe em seus cenários".:255-56

### Alice Kehoe
Alice Beck Kehoe traz que o difusionismo é uma "ideologia grosseiramente racista".:144 Embora ela concorde que a difusão da cultura pode ocorrer por meio de contato e comércio, ela discorda da teoria de que toda civilização veio de uma antiga sociedade superior.:148
Kehoe explora a "invenção independente" de obras e técnicas usando o exemplo dos barcos. Os povos antigos poderiam ter usado sua tecnologia de barcos para fazer contato com novas civilizações e trocar ideias. Além disso, o uso de barcos é uma teoria testável, que pode ser avaliada pela recriação de viagens em certos tipos de embarcações, ao contrário do hiperdifusionismo.:158 Kehoe conclui com a teoria do contato transoceânico e deixa claro que ela não reafirma qualquer teoria específica de como e quando as culturas se difundiram e se misturaram, mas, em vez disso, oferece um exemplo plausível e testável de como as semelhanças civilizacionais podem ter surgido sem hiperdifusão, ou seja, por invenção independente e contato marítimo.:169